# 점찰법회
점찰법회(占察法會)는 《점찰선악업보경(占察善惡業報經)》을 소의 경전으로 하는 참회 중심의 법회로, 신라 시대에  원광법사에 의해 시작되었으며 진표에 의해 융성하게 된 법회이다.
점찰법회(占察法會)의 소의경전인 《점찰선악업보경(占察善惡業報經)》은 상하 2권으로 되어 있으며, 다른 이름으로는 《지장보살업보경(地藏菩薩業報經)》 · 《대승실의경(大乘實義徑)》 · 《점찰경(漸刹經)》이라 한다.
원광법사가 제일 먼저 가서사(嘉栖寺)에서 어리석은 중생을 위하여 귀계멸참(歸戒滅懺)의 점찰법회를 열었으며, 또한 안흥사(安興寺)의 지혜니(智惠尼)가 일체함령(一切含靈)을 위하여 선남선녀들의 법회를 마련하였다. 그러나 점찰법회의 융성은 진표(眞表)에 의하여 비롯된다.

## 점찰경
《점찰경(漸刹經)》은 오탁악세(五濁惡世)의 말세의 중생을 위하여 고타마 붓다를 대신하여 지장보살이 설법한 것이다. 말세의 중생은 업장(業障)이 많아서 고타마 붓다의 바른 법과 착한 법을 믿고 닦을 수 없으므로, 먼저 참회법을 닦아서 업장을 소멸시키고 다음에 대승의 바른 길로 나아가게 한 것이다.
《점찰경(漸刹經)》은 상하 2권으로 되어 있다. 상권(上卷)에서는 참회법을 닦는 방법과 목륜상(木輪相)으로 업을 살펴보는 법을 설명하고 있으며, 하권에서는 참회를 닦아 얻은 불제자가 대승으로 나아가 부처의 진리를 깨달을 수 있는 법문을 설하고 있다.
목륜상은 새끼손가락 크기의 나무토막이며 잘 굴러야 한다. 나무토막 양면에 십선, 신구의 등을  쓴다. 십륜상법(十輪相法) · 삼륜상법(三輪相法) · 육륜상법(六輪相法)의 3종이 있다.

## 진표의 점찰법회
진표의 점찰법회는 원광법사나 안흥사(安興寺)의 지혜니가 베푼 점찰법회와는 유를 달리하고 있다. 진표의 점찰법회는 《점찰경(漸刹經)》에 시설된 목륜을 갖고 하는 것이 아니라 189종의 간자(簡子)를 갖고 하는 것이다.
진표는 미륵보살과 지장보살의 두 성인으로부터 계법과 증과간자(證果簡子)를 받았다. 《점찰경》에는 증과간자에 관한 것은 없으나, 3종 목륜상의 하나인 육륜상법에 의하면 삼세과보(三世果報)의 선악상(善惡相)이 189종이나 된다. 이 간자로 자기의 선악을 점치고 참회수법하는 것이다.

## 참고 문헌
- 이 문서에는 다음커뮤니케이션(현 카카오)에서 GFDL 또는 CC-SA 라이선스로 배포한 글로벌 세계대백과사전의 내용을 기초로 작성된 글이 포함되어 있습니다.